# Čudnovati kljunaš
Čudnovati kljunaš (lat. Ornithorhynchus anatinus) je oviparan sisavac iz Australije. Vrsta je jedini predstavnik porodice kljunaša (Ornithorhynchidae). Zajedno s još četiri (prema nekim autorima tri) vrste ježaka (Tachiglossidae) čine jedine živuće vrste podrazreda prasisavaca (Protheria) i od svih drugih sisavaca razlikuje se time što ne kote žive mlade, nego legu jaja.  

## Opis
Tijelo mu je spljošteno i pokriveno kratkom i vrlo masnom vodonepropusnom smeđom dlakom. Na glavi koja je s tijelom povezana kratkim i neistaknutim vratom, ima širok pljosnati kljun poput patke, čiji je rub kožnat s nosnim otvorima na prednjoj trećini. Mesnati jezik pokriven je rožnatim zubićima i potpuno ispunjava usnu šupljinu. Na kratkim nogama imaju po pet prstiju povezanih plivaćom kožicom. Dok i mužjak i ženka imaju na stražnjim nogama rožnate ostruge, samo su mužjakove otrovne čiji otrov može ubiti manjeg psa ili nanijeti jaku bol čovjeku. Budući da samo mužjak ima ovu otrovnu ostrugu, a žlijezda doseže vrhunac tijekom sezone parenja, mnogi sugeriraju da se ona obično koristi u agresivnim susretima s drugim mužjacima. Mužjaci obično narastu do dužine od oko 50 cm, dok su ženke nešto kraće i narastu do oko 43 cm, od čega im na rep otpada oko 14 centimetara. U repu se pohranjuju masnoće.
Za razliku od drugih sisavaca, njihova tjelesna temperatura od 32°C je vrlo niska. Je li ta činjenica bila svojstvena svim sisavcima koji su legli jaja ili je to posebna prilagodba na način života čudnovatog kljunaša, s obzirom na mali broj vrsta jednootvornih životinja, nije moguće pouzdano utvrditi.
Godine 2004. otkrivena je još jedna posebnost čudnovatog kljunaša: ženke imaju deset X-kromosoma, a mužjaci 5 X- i 5 Y-kromosoma (kromosomi koji određuju spol), dok većina ostalih sisavaca (uključujući i čovjeka) ima po dva (ženke XX, mužjaci XY). U nekim aspektima sustav kromosoma ovih životinja liči na sustav kakav imaju ptice za koji se do sad pretpostavljalo da se razvio nezavisno od sisavaca.

## Stanište
Živi u rukavcima rijeka obraslih drvećem. U obalama kopa svoje podzemne tunele s više izlaza i otvorom ispod površine vode. Živi u Australiji i na Tasmaniji.

## Hranjenje
Dok roni, čudnovati kljunaš drži zatvorene oči, uši i nosnice. Oslanja se jedino na svoj vrlo osjetljiv kljun pomoću kojeg nalazi hranu. Kljun hvata sićušne električne titraje koje odašilje njegov plijen. Njegov kljun je zapravo duga njuška pokrivena mekom savitljivom kožom. Hrani se kukcima i ličinkama te drugim malim vodenim životinjama. Okretan je u vodi, a spor na kopnu. 

## Razmnožavanje
Izvan razdoblja parenja čudnovati kljunaši su samotnjaci. U vrijeme parenja, koje pada u kasnu zimu ili proljeće (lipanj do listopad), ženka se približava mužjaku i neprekidno ga gladi po krznu. Nakon toga, mužjak kljunom uhvati ženku za rep i zajedno plivaju u krug. Samo parenje, tijekom kojeg mužjak uvodi penis u ženkinu kloaku, odvija se u vodi. 
Za podizanje mladunaca ženka kopa veće, ponekad do 20 metara duge, podzemne kanale. Na kraju iskapa veću jamu koju oblaže dijelovima bilja. Materijal za oblaganje "gnijezda" donosi stisnut savijenim repom uz trbušni dio tijela. Između 12 i 14 dana nakon oplodnje, ženka polaže najčešće 3 bijela jaja. Velikim žutanjkom i ljuskom kao pergament, jaja im više podsjećaju na jaja reptila nego na ptičja jaja. Ženka grije jaja točno 10 dana, a mladunci se vale goli, zatvorenih očiju i veliki 25 mm. Nakon toga, majka ih hrani mlijekom koje luče žlijezde u prsnom području, stvarajući na krznu "mliječno polje". Kako majka nema bradavice, mladunci ližu mlijeko s majčinog krzna. Mužjaci ne sudjeluju u podizanju mladunaca koji ostaju u majčinom tunelu oko 5 mjeseci, no majka ih doji i nakon toga. 
Čudnovati kljunaši su spolno zreli s dvije godine. Najduži poznati životni vijek jednog kljunaša koji je živio u zatočeništvu bio je 17 godina, a dužina životnog vijeka u prirodi je nepoznata. Procjenjuje se na oko 5 do 8 godina.

## Vanjske poveznice
- PBS.org  Arhivirana inačica izvorne stranice od 10. ožujka 2007. (Wayback Machine)
- Platypus at WikiFauna
- Platypus-Evolution and Conservation
- Photo of a platypus egg  Arhivirana inačica izvorne stranice od 11. kolovoza 2003. (Wayback Machine)